# Mario Baffico
Mario Baffico, né le 5 février 1907 à La Maddalena et mort le 17 janvier 1972  à Rome, est un réalisateur de cinéma et metteur en scène italien.

## Biographie
Mario Baffico a fondé un des premiers clubs de cinéma en Italie. Il a travaillé comme critique et a écrit l'ouvrage Profili di Hollywood. En 1932, il réalise son premier court métrage Giovinezza. En 1936, il produit avec Alberto Lattuada son premier long-métrage La danza della lancette. 
Après l'armistice de Cassibile, il a suivi, comme quelques d'autres artistes et cinéastes italiens, l'invitation de la République de Salo de se rendre à Cinevillaggio (Venise) où il a tourné.
Après la Seconde Guerre mondiale, il se consacre presque exclusivement au documentaire pour la télévision.

## Filmographie partielle
- 1932 : Giovinezza (court métrage)
- 1935 : Il museo dell'amore
- 1936 : La danza delle lancette (it)
- 1939 : Terra di nessuno
- 1940 : Incanto di mezzanotte
- 1940 : Mare (it)
- 1943 : I trecento della Settima (it)
- 1944 : Ogni giorno è domenica (it)
- 1945 : Trent'anni di servizio (it)
- 1950 : Amanti senza peccato (it) (aussi connu sous le titre : La sposa non vestiva di bianco)

## Télévision RAI
- (it) Gli argini, documentaire sur Polesine, de Mario Baffico, texte de Gaetano Baldacci (it), diffusé le 3 juin 1955.
- (it) Poltronissima, Texte de Mario Baffico, Ettore Scola et Riccardo Morbelli (it), avec Isa Barzizza et Enrico Viarisio, programme de 6 épisodes diffusé du 3 octobre 1957 au 14 novembre 1957.
- (it) Luigi Pirandello, « la sua terra e i suoi personaggi », texte de Giovanni Calendoli, réalisation de Mario Baffico 23 juin 1961.

### Crédits de traduction
- (it) Cet article est partiellement ou en totalité issu de l’article de Wikipédia en italien intitulé « Mario Baffico » (voir la liste des auteurs).